# Planinski dom na Kališču
Planinski dom na Kališču (1534 m) je planinska postojanka, ki stoji na jugovzhodnem slemenu Bašeljskega vrha nad planino Kališče. Nekdanji Dom Kokrškega odreda je bil zgrajen  2. avgusta 1959 ob 60-letnici PD Kranj, ki ga tudi upravlja. Dom je odprt tudi izven glavne poletne sezone ob sobotah, nedeljah in praznikih. V njem ima svoj sedež tudi Klub ljubiteljev Kališča (kratica KLJUKA). Njegovi člani med drugim prirejajo tradicionalno tekmo 6 ur Kališča.

## Zgodovina stavbe
Priprave za postavitev nove kranjske planinske postojanke so se pričele po odločitvi na občnem zboru Planinskega društva Kranj v letu 1947. Alpinist in gorski reševalec Ciril Hudovernik je bil določen, da izbere lokacijo in organizira gradnjo. Po ogledu na vrh Kališča in proti Bašeljskemu sedlu so določili mikrolokacijo. Danes planinski dom stoji na razglednem jugozahodnem podaljšku slemena Bašeljskega vrha nad nekdanjo planino. Občina in Gozdno gospodarstvo Kranj sta v brezplačno uporabo dodelila tako imenovan podržavljen svet Agrarne skupnosti Bašelj.
Pripravo so se začele z urejanjem nove planinske poti iz Mač na planino Kališče, ki bi bila uporabna tudi za tovorjenje s konji. Razširili so pot do Bašeljskega sedla za dovoz peska za zidavo s sedla in vode od »Jam«, v tretji fazi pa posekali smreke v takrat podržavljenem Dolenčevem gozdu. Nato so se dela ustavila zaradi drugih pomembnejših del v občini.
Po šestih letih je nov gradbeni odbor začel aktivnosti za nadaljevanje izgradnje planinskega doma na Kališču. Sodelovali so domačini iz bližnjih vasi, s konji so nosili material in včasih tudi množično organizirali prenos zidakov in desk.
Operativni vodja in zidar je bil Tone Kaštrun, Ivan Šenk pa je poleg tesarskih del na ostrešju in kritini ter ostenju v prvem nadstropju tudi aktivno in strokovno pomagal pri zidarskih opravilih. Z deli so končali v juliju leta 1959. Planinski dom na Kališču je bil svečano odprt in predan svojemu namenu 2. avgusta 1959. Takrat so ga poimenovali po Kokrškemu odredu, ki je bil junija 1942 ustanovljen na »spodnjem« Kališču, na kar nas še danes spominja napis na pročelju, to ime pa je imel do leta 1992.
Vendar s tem delo ni bilo končano. V letu 1967 je bil zgrajen vodovod izpod Bašeljskega sedla do planinskega doma. Leta 1976 je bila na novo zgrajena betonska plošča v pritličju doma, ker se je leseni pod zrušil, leto kasneje je bila nameščena nova kovinska strešna kritina. Leta 1974 je bila postavljena 1920 metrov dolga tovorna žičnica. Leta 1997 je v žičnico udarila strela, linija s strojnico je v celoti zgorela. V dobrih dveh mesecih so jo postavili na novo. Dom je bil temeljito obnovljen v letih 1980-1982. Leta 1992 so namestili sončne celice, ki dajejo elektriko za razsvetljavo, leta 1993 pa je dom dobil mobitel. Kasneje je bila zgrajena čistilna naprava. Pred slabim desetletjem so odkupili še zemljišče za planinski dom in funkcionalni del.

## Opis
Dom v glavnem jedilnem prostoru ponuja okoli 40 sedežev, na zunanji terasi in v okolici doma pa je urejenih še več dodatnih sedežev z lepim razgledom. Na voljo je tudi 44 ležišč, v štirih sobah 22 in na skupnih ležiščih še dodatnih 22. Dom ima WC, umivalnico z mrzlo vodo; gostinski in spalne prostore ogrevajo s pečmi.

## Dostopi
- 2½h: iz Preddvora skozi Mače
- 2h: po kurirski poti iz Bašlja (Preddvor)
- 4h: iz Preddvora, mimo Sv. Jakoba
- 3½h: s Spodnjega Jezerskega (Jezersko), čez Bašeljski vrh (1744 m), po transverzali

## Prehodi
- 4½h: do Koče na Kriški gori (1471 m), čez Tolsti vrh (1715 m)

## Vzponi na vrhove
- 1h: Mali Grintovec (1813 m)
- 2h: Srednji vrh (1853 m)
- 1¾h: Storžič (2132 m)
- 2h: Zaplata (1820 m)